# Śląska Ostrawa (obwód miejski)
Śląska Ostrawa (cz. Slezská Ostrava, dawniej Polska Ostrawa) – od 24 listopada 1990 roku jeden z 23 obwodów miejskich Ostrawy. Leży we wschodniej części miasta i składa się z ośmiu części, dawniej niezależnych miejscowości: Antoszowic (Antošovice), Herzmanic (Heřmanice), Fruszowa (Hrušov), Kobłowa (Koblov), Kończyc Wielkich (Kunčice), Kończyc Małych (Kunčičky), Muglinowa (Muglinov) jak również samej Śląskiej Ostrawy (Slezská Ostrava), od Średniowiecza do 1919 znanej jako Polska Ostrawa (Polská Ostrava). Cała dzielnica w większości leży w historycznym regionie Śląska Cieszyńskiego poza Koblowem i Antoszowicami, które położone są na lewym brzegu Odry, czyli w kraiku hulczyńskim należącym do Górnego Śląska.

## Historia

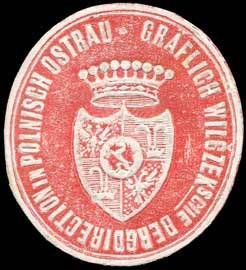
Pieczęć Gräflich Wilczeksche Bergdirection in Polnisch Ostrau (Hrabiowska Wilczkowska Dyrekcja Górnicza w Polskiej Ostrawie) z 1850 roku.

Obszar ten został wysoce uprzemysłowiony w XIX wieku a w 1879 Polska Ostrawa zyskała część praw miejskich. Według austriackiego spisu ludności z 1910 roku Polnisch Ostrau miało obszar 1405 hektarów i 22892 mieszkańców, z czego 22693 zameldowanych na stałe, 1296 (5,7%) niemiecko-, 16927 (74.6%) czesko i 4467 (19.7%) polskojęzycznych. Żydzi nie mogli deklarować używania języka jidysz, więc większość zadeklarowała język niemiecki jako ich język potoczny. Podział według religii kształtował się następująco: 21604 (94.4%) katolików, 885 (3.8%) ewangelików i 290 (1.3%) wyznawców judaizmu.
W 1919 miasteczko znalazło się w granicach Czechosłowacji i w listopadzie tego roku jego nazwę przemianowano na Śląska Ostrawa, a 17 września 1920 uzyskało pełnię praw miejskich. W 1941 roku miasto zostało przyłączone do Morawskiej Ostrawy. W takiej formie jak obecna, w połączeniu z Antoszowicami, Herzmanicami, Hruszowem, Kobłowem, Kończycami Wielkimi, Kończycami Małymi i Muglinowem, znajduje się od 1990 roku.

## Herby ośmiu składowych części dzielnicy[3]
| Antoszowice      | Gruszów       | Herzmanice | Koblów         |
| Kończyce Wielkie | Kończyce Małe | Muglinów   | Śląska Ostrawa |